# Giant Metrewave Radio Telescope
Das Giant Metrewave Radio Telescope (GMRT), an einem Standort etwa 80 km nördlich von Pune, Indien, in einer Höhe von 588 m, ist das weltgrößte Radioteleskop für Wellenlängen im Meterbereich.
GMRT ist ein Radiointerferometer bestehend aus 30 Antennen mit je 45 m Reflektordurchmesser. 14 Antennen sind über ein zentrales Gebiet von etwa einem Quadratkilometer verstreut. Die restlichen 16 verteilen sich entlang davon ausgehenden Y-förmigen Armen und ergeben eine maximale Basislänge von 25 km. GMRT wird vom Tata Institute of Fundamental Research betrieben.
GMRT hat Empfänger für Frequenzen von 151, 235, 325, 610 und 1000–1420 MHz, eine sechste ursprünglich geplante von 50 MHz wurde nicht verwirklicht. Durch die am Standort noch relative niedrige vom Menschen erzeugte Radiostörstrahlung und die großen Antennen ist es bei niedrigen Frequenzen leistungsfähiger als das Very Large Array. Als Reflektor kann bei diesen Wellenlängen kostengünstig ein dünnes Metallnetz verwendet werden.